# Islas de la Bahía (eilandengroep)
De Islas de la Bahía (in het Spaans) of Bay Islands (in het Engels), Nederlands: Baai-eilanden (ook wel Bahía-eilanden) vormen een eilandengroep voor de kust van Honduras. Ze maken deel uit van het departement van de Baai-eilanden, met Coxen Hole als hoofdplaats. Er zijn enkele andere eilanden die niet tot de Baai-eilanden gerekend worden, maar wel tot het departement.
Roatán is het grootste eiland van de Baai-eilanden. Het is ongeveer zestig kilometer lang en maximaal acht kilometer breed. Coxen Hole bevindt zich op het zuidwesten van het eiland. De andere twee grote eilanden zijn Utila en Guanaja. Verder is er nog een aantal kleine eilanden, waarvan Barbareta en de Cochinos Cays de grootste zijn.
Het departement Baai-eilanden (Islas de la Bahía) heeft een oppervlakte van 261 km² en 38.073 inwoners (2001).

## Geschiedenis
De Baai-eilanden werden in 1502 door Columbus ontdekt, tijdens zijn vierde reis naar Amerika. De oorspronkelijke bevolking van de eilanden (waarschijnlijk nazaten van de Maya's) werd verscheept naar het vasteland. Tot 1528 bleven de eilanden onbewoond. Ze kwamen opeenvolgend in Brits, Spaans en Nederlands bezit, totdat de zeggenschap over de eilanden in 1643 voor een tamelijk lange periode weer in Britse handen kwam. Zij besteedden weinig aandacht aan de eilanden, waardoor ze een ideale uitvalsbasis werden voor piraten. Zij werden dan ook lange tijd de voornaamste bewoners van de eilanden. Omstreeks 1780 lukte het de Spanjaarden om de piraten van de eilanden te jagen, waarna ze weer enige tijd onbewoond bleven. De volgende bewoners van de eilanden waren de Garífunas: afstammelingen van slaven die vanuit Afrika naar Amerika werden verscheept. Het schip leed schipbreuk en de overlevenden vestigden zich op het eiland St. Vincent. De Engelsen verscheepten ze vervolgens naar Roatán. Uit eigen beweging vertrokken ze toen naar het vasteland, waar ze zich over de Caribische kust van Midden-Amerika verspreidden.
In 1860 werden de eilanden overgedragen aan Hondurees bestuur. Op 14 maart 1872 gingen de eilanden officieel deel uitmaken van Honduras.

## Demografie
Doordat de eilanden lange tijd in Brits bezit zijn geweest, is de voertaal op het eiland nog steeds Engels, en geen Spaans zoals in de rest van Honduras. Schoolkinderen leren er wel de Spaanse taal, maar ook in de scholen is Engels de officiële voertaal. Een groot deel van de bevolking stamt af van Engelsen of Amerikanen. Hoewel er vanaf het Hondurese vasteland wel emigratie plaatsvindt naar de eilanden (met name naar Roatán), komt emigratie door eilanders naar het vasteland zelden voor. Veel eilanders hebben familie in de Verenigde Staten, en bezoeken dat land vaker dan het vasteland van Honduras.